# Metajapyx confectus
Metajapyx confectus är en urinsektsart som beskrevs av Filippo Silvestri 1947. Metajapyx confectus ingår i släktet Metajapyx och familjen Japygidae. Inga underarter finns listade i Catalogue of Life.